# GesundheitsRecht
Die Zeitschrift GesundheitsRecht (Abkürzung: GesR) ist eine juristische Fachzeitschrift des Verlages Dr. Otto Schmidt (Köln). Sie erscheint seit Anfang 2002 jeweils zum 20. eines Monats. Herausgeber der Zeitschrift sind die Rechtsanwälte Martin Rehborn und Rudolf Ratzel. Die Zeitschrift wendet sich an Rechtsanwälte, die sich auf dem Gebiet des  Arzthaftungs-, Vertragsarzt- und des sonstigen Gesundheitsrechts (Pflege-, Krankenhaus- und Apothekenrecht) spezialisiert haben, sowie an Juristen, die in den themenspezifischen Unternehmen und Verbänden tätig sind.

## Inhalte
Die Zeitschrift ist in drei Teile gegliedert: wissenschaftliche Aufsätze, Rubrik Rechtsprechung mit redaktionell bearbeiteten und mit Anmerkungen versehenen Gerichtsentscheidungen und Buchbesprechungen. Die Zeitschrift umfasst zu gleichen Teilen Beiträge zum Arzthaftungsrecht, Vertragsarztrecht und sonstigen Rechtsgebieten wie Pflege-, Krankenhaus- und Apothekenrecht.